# Acalypha douilleana
Acalypha douilleana é uma espécie de flor do gênero Acalypha, pertencente à família Euphorbiaceae.